# Uenotrechus
Uenotrechus is een geslacht van kevers uit de familie van de loopkevers (Carabidae). De wetenschappelijke naam van het geslacht is voor het eerst geldig gepubliceerd in 1999 door Deuve & Tian.

## Soorten
Het geslacht Uenotrechus omvat de volgende soorten:
- Uenotrechus hybridiformis Ueno, 2002
- Uenotrechus liboensis Deuve et Tian, 1999